# 日本OSS奨励賞
日本OSS奨励賞（にほんオーエスエスしょうれいしょう）とは、オープンソースソフトウェア（OSS）開発の振興を図ることを目的に、OSS開発、普及において、概ね最近の1年間に特に優れた成果を出した、あるいは活動した個人ないしはグループを表彰するものである。2009年度に日本OSS貢献者賞と併催される賞として創設された。日本OSS推進フォーラムおよび 独立行政法人情報処理推進機構 などが主催し、審査委員会や実行委員会は日本OSS貢献者賞と同時に運営されている。

## これまでの実施、受賞者

### 第10回
日本OSS推進フォーラムが主催となり実施され、2015年10月24日に オープンソースカンファレンス 2015 Tokyo/Fallの会場内にて授賞式が開催された。審査委員長は 筧捷彦（早稲田大学 理工学術院 基幹理工学部/研究科 情報理工学専攻 教授）、実行委員長は 濱野賢一朗 （株式会社NTTデータ）。日本OSS貢献者賞と実施回数を合わせるために、便宜的に第10回と呼称されているが、実際には6回目の実施にあたる。
| 受賞者                | 受賞理由                                      |
| --------------------- | --------------------------------------------- |
| 鯵坂明                | Apache Hadoopの品質向上やメンテナンスリリース |
| 江木聡志              | パターンマッチ指向言語 Egison の開発          |
| 榎真治                | LibreOfficeに関する情報発信                   |
| 奥村隆一              | YUI、YUIDoc、FormatJS等の開発貢献             |
| 猿田浩輔              | Apache Sparkの品質向上や可視化機能の開発      |
| 末永恭正              | HeapStatsの開発、OpenJDK開発への貢献          |
| 細田真道              | GNU LilyPond開発への貢献                      |
| 宮下剛輔              | Serverspecの開発                              |
| 吉田真也              | OpenJDK開発への貢献                           |
| 国土地理院 情報普及課 | 地理院地図のOSS提供ほか                       |

### 第9回
日本OSS推進フォーラムが主催となり実施され、2014年2月28日に オープンソースカンファレンス 2014 Tokyo/Springの会場内にて授賞式が開催された。審査委員長は 筧捷彦（早稲田大学 理工学術院 基幹理工学部/研究科 情報理工学専攻 教授）、実行委員長は 濱野賢一朗 （株式会社NTTデータ）。日本OSS貢献者賞と実施回数を合わせるために、便宜的に第9回と呼称されているが、実際には5回目の実施にあたる。
| 受賞者   | 受賞理由                                                    |
| -------- | ----------------------------------------------------------- |
| 池田大輔 | ZABBIX-JPコミュニティスタッフとしての貢献                   |
| 小沢健史 | Apache Hadoopのリソース制御機構YARNの新機能開発             |
| 田籠聡   | Apache Hadoopに関する情報発信、Fluentdとshib、norikraの開発 |
| 辻川竜宏 | HTTP/2のサンプル実装提供と仕様テストへの貢献                |
| 早川輝   | LinuxカーネルDevice-mapperのキャッシュdm-writeboostの開発   |
| 松尾隆利 | HAクラスタソフトPacemakerと、PostgreSQLの連携機能の開発     |
| 松本亮介 | mrubyやmod_mruby、ngx_mruby開発への貢献                     |
| 盧亦愷   | 現役高校生としてのQt開発などOSS開発活動への貢献             |

### 第8回
日本OSS推進フォーラムが主催となり実施され、2013年2月22日に オープンソースカンファレンス 2013 Tokyo/Springの会場内にて授賞式が開催された。審査委員長は 筧捷彦（早稲田大学 理工学術院 基幹理工学部/研究科 情報理工学専攻 教授）、実行委員長は 濱野賢一朗 （株式会社NTTデータ）。日本OSS貢献者賞と実施回数を合わせるために、便宜的に第8回と呼称されているが、実際には4回目の実施にあたる。
| 受賞者                             | 受賞理由                                                |
| ---------------------------------- | ------------------------------------------------------- |
| 青田直大                           | Gentoo Linux公式開発者                                  |
| 櫛井優介                           | YAPC::Asia Tokyo運営などコミュニティサポートを実践      |
| 斯波健徳                           | Spiderの開発やmroongaの開発メンテナンス                 |
| 増井雄一郎                         | MobiRuby等を開発                                        |
| 結城洋志                           | Firefoxの拡張機能の開発                                 |
| 吉川拓哉                           | KVM（Kernel-based Virtual Machine）への開発貢献         |
| オープンソースカンファレンス事務局 | OSS情報の発信の場を提供やOSS関係者の連携に貢献          |
| groonga開発チーム                  | groongaの開発                                           |
| 特定非営利法人TOPPERSプロジェクト  | 組み込みソフトウエアを開発する産学 官連携のプロジェクト |

### 第7回
日本OSS推進フォーラムが主催となり実施され、2012年3月16日に オープンソースカンファレンス 2012 Tokyo/Springの会場内にて授賞式が開催された。審査委員長は 筧捷彦（早稲田大学 理工学術院 基幹理工学部/研究科 情報理工学専攻 教授）、実行委員長は 岩岡 泰夫 （日本電気株式会社）。日本OSS貢献者賞と実施回数を合わせるために、便宜的に第7回と呼称されているが、実際には3回目の実施にあたる。
| 受賞者                                  | 受賞理由                                                 |
| --------------------------------------- | -------------------------------------------------------- |
| 井上敬浩                                | MongoDBなどにフォーカスした勉強会を企画・運営            |
| 木下靖文                                | MySQLのストレージエンジンInnoDBの性能改善                |
| 福森匠大                                | Rubyコミッター、Shinsai.info情報収集機能の開発（中学生） |
| 矢倉大夢                                | Linuxカーネルへの開発貢献（中学生）                      |
| 山本裕介                                | Twitter4Jの開発、Twitter APIに関する勉強会の開催         |
| 下北沢オープンソースCafe                | OSSに着眼したコワーキングスペースの提供                  |
| Sinsai.info開発者、情報ボランティア一同 | OSSによる復興支援プラットフォーム提供と情報発信          |
| 日本Rubyの会                            | 「日本Ruby会議」の支柱として会議を支える                 |

### 2010年度
独立行政法人 情報処理推進機構 が主催となり実施され、2010年10月28日に IPA Forum 2010 の会場内にて授賞式が開催された。審査委員長は 竹内郁雄（東京大学 名誉教授）、実行委員長は 濱野賢一朗 （株式会社NTTデータ）。2回目の実施である。
| 受賞者            | 受賞理由                                                                       |
| ----------------- | ------------------------------------------------------------------------------ |
| 池田百合子        | WordPressの携帯ブログ構築プラグインKtai Style開発者                            |
| 岩松信洋          | Debian Project公式開発者。SHアーキテクチャへの移植に貢献                       |
| 角藤亮            | TeX日本語環境を整備・開発、配布                                                |
| 塚田朗弘          | 日本電子専門学校 電設部 IT勉強会プロジェクトリーダーを務め、勉強会の普及に貢献 |
| 藤井雅雄          | PostgreSQLに標準採用されたデータ複製機能ストリーミング・レプリケーションを開発 |
| 古橋貞之          | キーバリュー型データストアkumofsを開発                                         |
| OSGeo財団日本支部 | オープンソース地理空間ソフトウエアFOSS4G普及促進団体                           |
| しまねOSS協議会   | 島根県でOSSにかかわる企業、技術者、研究者、ユーザーの団体                      |

### 2009年度
独立行政法人 情報処理推進機構 が主催となり実施され、2009年10月29日に IPA Forum 2009 の会場内にて授賞式が開催された。審査委員長は 相磯秀夫（東京工科大学 理事）、実行委員長は 濱野賢一朗 （株式会社NTTデータ）。この実施が初回である。
| 受賞者                                 | 受賞理由                                                                                            |
| -------------------------------------- | --------------------------------------------------------------------------------------------------- |
| 新井紀子                               | OSSの教育用ポータル向けCMS「NetCommons」を開発、公開                                                |
| 安藤祐介                               | Webアプリケーション開発フレームワークCakePHPコミュニティの日本での発展に寄与                        |
| 新藤愛大                               | BeInteractive!というサイトでActionScript/Flashに関する技術情報を発信し、Flash技術の普及・啓発に貢献 |
| 髙木正弘                               | PHPのマニュアルの日本語翻訳について、精力的な活動を実施                                             |
| 寺島広大                               | 運用監視ソフトウェアZabbixの日本コミュニティの代表を務め、普及に貢献                                |
| 林拓人                                 | 独自のCyanやYellow言語を開発、公開                                                                  |
| 山形県立寒河江工業高等学校・情報技術科 | オープンソースソフトウェア環境の体験等を通して、生徒・教員全体の情報リテラシー向上に寄与            |
| LOCAL                                  | 北海道におけるユーザ会、勉強会などの技術系地域コミュニティの活動を支援                              |